# Ganso-de-faces-negras

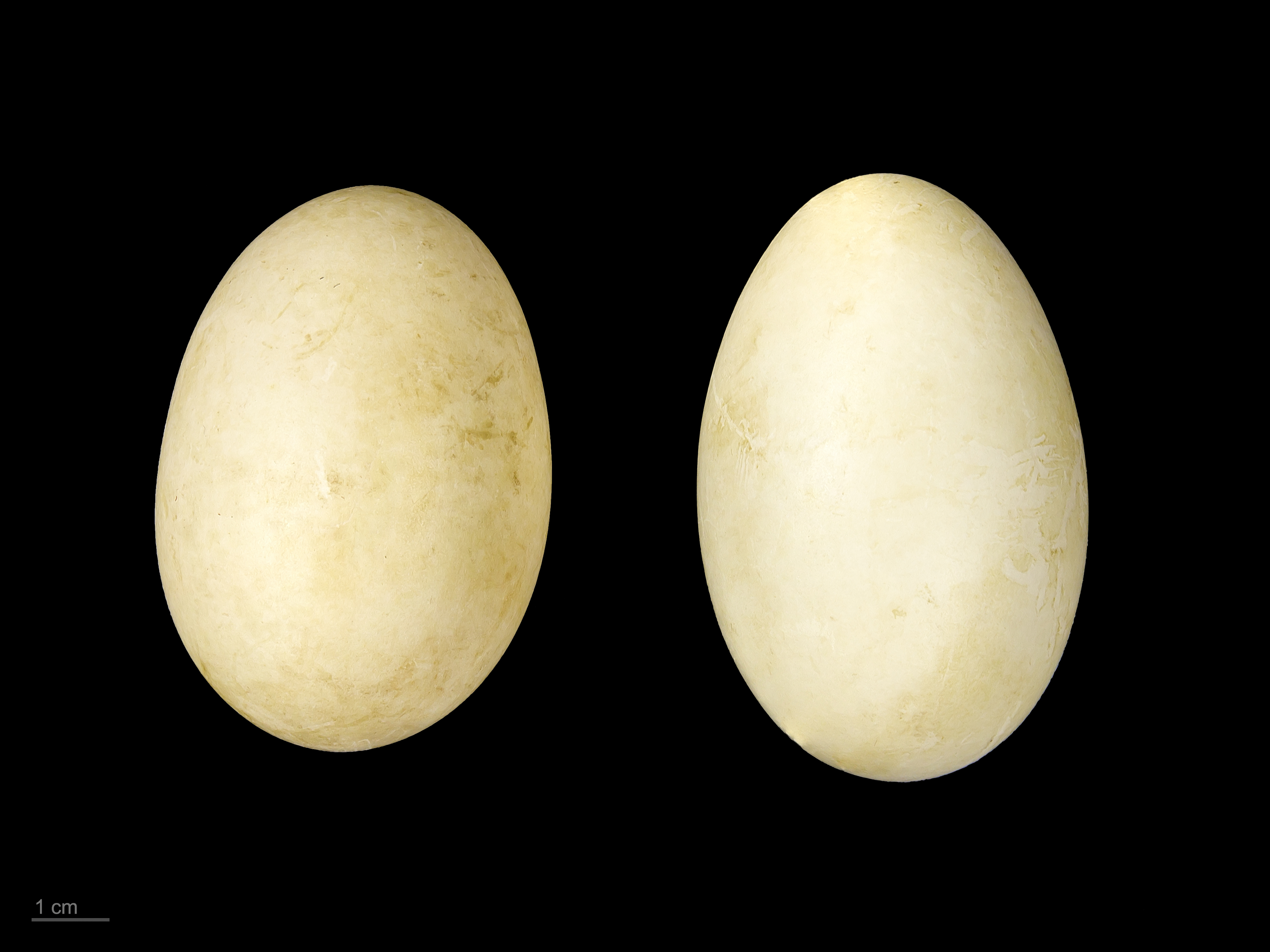
Branta bernicla - MHNT

O ganso-de-faces-negras, ganso-de-faces-pretas ou ganso-de-cara-preta (Branta bernicla) é uma ave da família Anatidae. Caracteriza-se pela plumagem escura, destacando-se a cabeça e o pescoço negros.
Este ganso nidifica nas regiões árcticas e inverna na Europa central. Em Portugal ocorre irregularmente como invernante.